# العلاقات الهندية النيوزيلندية
العلاقات الهندية النيوزيلندية هي العلاقات الثنائية التي تجمع بين الهند ونيوزيلندا.

## مقارنة بين البلدين
هذه مقارنة عامة ومرجعية للدولتين:
| وجه المقارنة                                              | الهند                       | نيوزيلندا                                              |
| --------------------------------------------------------- | --------------------------- | ------------------------------------------------------ |
| المساحة (كم2)                                             | 3.29 مليون                  | 268.02 ألف                                             |
| عدد السكان (نسمة)                                         | 1.35 مليار                  | 4.24 مليون                                             |
| الكثافة السكانية (ن./كم²)                                 | 410.33                      | 15.82                                                  |
| العاصمة                                                   | نيودلهي                     | ويلينغتون، أوكلاند                                     |
| اللغة الرسمية                                             | اللغة الهندية، لغة إنجليزية | لغة إنجليزية، اللغة الماورية، لغة الإشارة النيوزيلندية |
| العملة                                                    | روبية هندية                 | دولار نيوزيلندي، الجنيه النيوزيلندي                    |
| الناتج المحلي الإجمالي (بليون دولار)                      | 2.60 تريليون                | 205.85 مليار                                           |
| الناتج المحلي الإجمالي (تعادل القوة الشرائية) بليون دولار | 8.00 تريليون                |                                                        |
| الناتج المحلي الإجمالي الاسمي للفرد دولار أمريكي          | 1.60 ألف                    |                                                        |
| الناتج المحلي الإجمالي للفرد دولار أمريكي                 | 5.70 ألف                    |                                                        |
| مؤشر التنمية البشرية                                      | 0.609                       | 0.914                                                  |
| رمز المكالمات الدولي                                      | +91                         | +64                                                    |
| رمز الإنترنت                                              | .in، .भारत ‏، .بھارت ‏،        | .nz                                                    |
| المنطقة الزمنية                                           | ت ع م+05:30، توقيت الهند    | ت ع م+13:00، ت ع م+12:00                               |

## منظمات دولية مشتركة
يشترك البلدان في عضوية مجموعة من المنظمات الدولية، منها:
| علم المنظمة | اسم المنظمة                        | تاريخ انضمام الهند | تاريخ انضمام نيوزيلندا |
| ----------- | ---------------------------------- | ------------------ | ---------------------- |
|             | منظمة التجارة العالمية             | 1995               | ?                      |
|             | الاتحاد البريدي العالمي            | ?                  | ?                      |
|             | منتدى آسيان الإقليمي ‏              | ?                  | ?                      |
|             | دول الكومنولث                      | 15 أغسطس 1947      | ?                      |
|             | يونسكو                             | 4 نوفمبر 1946      | 4 نوفمبر 1946          |
|             | الفريق المعني برصد الأرض           | ?                  | ?                      |
|             | مؤسسة التمويل الدولية              | 20 يوليو 1956      | 31 أغسطس 1961          |
|             | بنك التنمية الآسيوي                | 1966               | 1966                   |
|             | منظمة حظر الأسلحة الكيميائية       | ?                  | ?                      |
|             | مؤسسة التنمية الدولية              | 24 سبتمبر 1960     | 1 أكتوبر 1974          |
|             | نظام تحكم تكنولوجيا القذائف        | 2016               | 1991                   |
|             | وكالة ضمان الاستثمار متعدد الأطراف | 6 يناير 1994       | 22 أبريل 2008          |
|             | الاتحاد الدولي للاتصالات           | 1869               | 3 يونيو 1878           |
|             | منظمة الشرطة الجنائية الدولية      | ?                  | ?                      |
|             | الأمم المتحدة                      | 30 أكتوبر 1945     | 24 أكتوبر 1945         |
|             | البنك الدولي للإنشاء والتعمير      | 27 ديسمبر 1945     | 31 أغسطس 1961          |
|             | المنظمة الهيدروغرافية الدولية      | ?                  | ?                      |

## وصلات خارجية
- موقع وزارة الخارجية الهندية
- موقع وزارة الخارجية النيوزيلندية